# 藤井健志
藤井 健志（ふじい たけし、1962年12月4日 - ）は、日本の大蔵・財務官僚。内閣官房内閣審議官、財務省主計局次長（次席）、国税庁次長を経て、国税庁長官、内閣官房副長官補を務めた。
島根県松江市出身。小学校4年まで松江で過ごした。開成高等学校から東京大学文科一類に入学。国家公務員採用上級甲種試験（法律）合格。東京大学法学部卒業。1985年旧大蔵省入省。

## 大蔵省同期
『ロクマル』と呼ばれ、優秀な人間がそろっていると評判の期だった。他の24人は東大法学部14人、同大学経済学部4人、同大学教養学部2人、同大学工学部1人、京大経済学部1人、一橋大経済学部1人、東工大1名である。
- 矢野康治（財務事務次官、主計局長、主税局長、大臣官房長）
- 可部哲生（国税庁長官）
- 岡村健司（IMF副専務理事、内閣官房参与（国際経済）、財務官）
- 小部春美（政策研究大学院大学教授、財務総合政策研究所副所長）
- 中島淳一（金融庁長官）
- 森田宗男（金融国際審議官）
- 中井徳太郎（環境事務次官）
- 岡本直之（国土交通省政策統括官）
- 中尾睦（内閣官房TPP等政府対策本部国内調整統括官、横浜税関長）
- 野島透（九州財務局長）
- 岸本浩（国立印刷局理事長、東京税関長）
- 川嶋真（造幣局理事長）
- 田中琢二（IMF理事、関東財務局長）
- 田中秀明（明治大学教授、内閣府行政刷新会議事務局参事官）

## 経歴
- 1985年（昭和60年）4月、大蔵省入省[4]。理財局総務課[8]
- 1986年（昭和61年）、大蔵省理財局資金第一課[9]
- 1988年（昭和63年）7月、大蔵省主計局総務課調査主任[10]
- 1989年（平成元年）7月、大蔵省主計局総務課企画係長[11]
- 1990年（平成2年）7月10日、関東信越国税局飯田税務署長
- 1991年（平成3年）7月10日、通商産業省産業政策局商政課
- 1992年（平成4年）7月、通商産業省産業政策局商政課長補佐
- 1993年（平成5年）7月、大蔵省関税局総務課長補佐
- 1994年（平成6年）7月、大蔵省主税局調査課長補佐
- 1995年6月（平成7年）6月、大蔵省主税局税制第二課長補佐
- 1998年6月（平成10年）6月、大蔵省主計局主計官補佐（地方財政第一、二係主査）
- 2000年（平成12年）7月、大蔵省大臣官房文書課長補佐､（併）大蔵省大臣官房文書課法令審査室長
- 2001年（平成13年）
  - 1月6日、財務省大臣官房文書課長補佐､（併）財務省大臣官房文書課法令審査室長
  - 7月、財務省大臣官房企画官､（併）財務省大臣官房文書課[4]
- 2002年（平成14年）7月1日、金融庁総務企画局企画課信用機構室長
- 2004年（平成16年）7月2日、東京国税局調査第一部長
- 2005年（平成17年）
  - 7月、内閣官房内閣参事官（内閣官房副長官補付）､（命）内閣官房行政改革推進事務局特殊法人等改革推進室参事官､（併）特殊法人等改革推進本部事務局参事官[4]
  - 8月､（命）内閣官房行政改革推進調整室参事官[4]
- 2006年（平成18年）7月28日、財務省主計局主計企画官（財政分析担当）
- 2007年（平成19年）7月13日、財務省主計局主計官（外務、経済協力、経済産業係担当）
- 2008年（平成20年）7月4日、財務省主計局主計官（総務、地方財政係担当）
- 2010年（平成22年）7月9日、財務省主税局税制第一課長
- 2011年（平成23年）7月8日、財務省大臣官房文書課長
- 2013年（平成25年）6月28日、財務省大臣官房審議官（主税局担当）
- 2015年（平成27年）7月7日、内閣官房内閣審議官､（命）内閣官房TPP政府対策本部員[4]
- 2016年（平成28年）6月17日、財務省主計局次長（次席）
- 2017年（平成29年）7月7日、国税庁次長[12]
- 2018年（平成30年）
  - 3月9日､（併）国税庁長官心得[13][14]。
  - 7月27日、国税庁長官。
- 2019年（令和元年）
  - 7月5日、国税庁長官を退任。
  - 11月1日、自営業（業務運営に関する助言等）[15]。
  - 12月1日、東京海上日動火災保険株式会社顧問[16]。
- 2020年（令和2年）
  - 4月20日、内閣官房内閣審議官（内閣官房副長官補付）[17]。
  - 6月26日、内閣官房副長官補（内政担当） 兼 沖縄連絡室長代理 兼 日本経済再生総合事務局長代行 兼 新型コロナウイルス感染症対策本部事務局長代理[18][19] 兼 内閣官房就職氷河期世代支援推進室長、就職氷河期世代支援の推進に関する関係府省会議議長[20]
- 2022年（令和4年）7月、故安倍晋三国葬儀葬儀実行幹事会幹事[21]
- 2023年（令和5年）9月、兼内閣感染症危機管理統括庁内閣感染症危機管理監補（初代）[1]

2024年（令和6年）6月28日、退官